# Église de la Vera Cruz
Pour les articles homonymes, voir Vera Cruz.
L’église de la Vera Cruz, antérieurement connue comme église du Saint Sépulcre, est une église romane catholique située dans le quartier de San Marcos de la ville de Ségovie, dans la communauté autonome de Castille-et-Léon, en Espagne. Elle est située au nord de la ville, très près du couvent de San Juan de la Cruz. Elle possède une nef avec plan dodécagonal qui entoure un petit édicule central à deux niveaux, auquel se sont ajoutées les absides et la tour. Elle est un des exemples les mieux conservés de ce style en Europe.

## Histoire
La construction de ce temple a traditionnellement été attribuée aux Templiers, mais actuellement on pense que l'ordre équestre du Saint-Sépulcre de Jérusalem a réalisé sa construction.

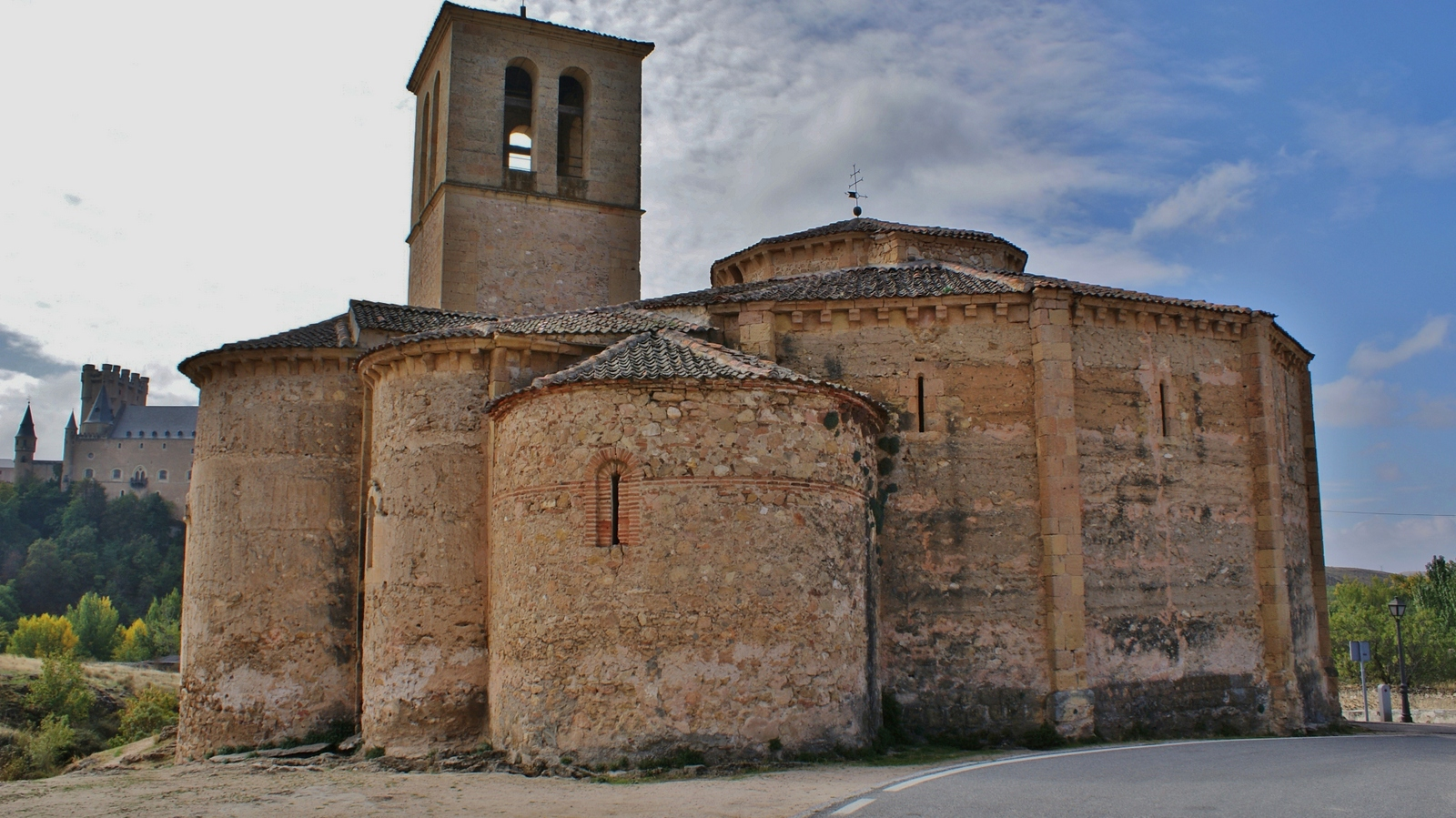
L'église de la Vera Cruz, à Ségovie.

Le temple a été consacré le 13 septembre 1208, ainsi que témoigne la pierre tombale se trouvant face à la porte latérale :
« Los fundadores de este templo sean colocados en la sede celestial, y los que se extraviaron les acompañen en la misma. Dedicación de la iglesia del Santo Sepulcro. En los Idus de abril, era de 1246 (traduction en espagnol de l'original en latin). »
En 1531 l'édifice est dévolu à l'ordre de Saint-Jean de Jérusalem.
Il a été déclaré Monument National par Mandat royal du 4 juin 1919. Le 31 mai 1951 l'ordre souverain militaire et hospitalier de Saint-Jean de Jérusalem, de Rhodes et de Malte, a pris à nouveau possession de cette église et est chargé de sa conservation et de sa garde.

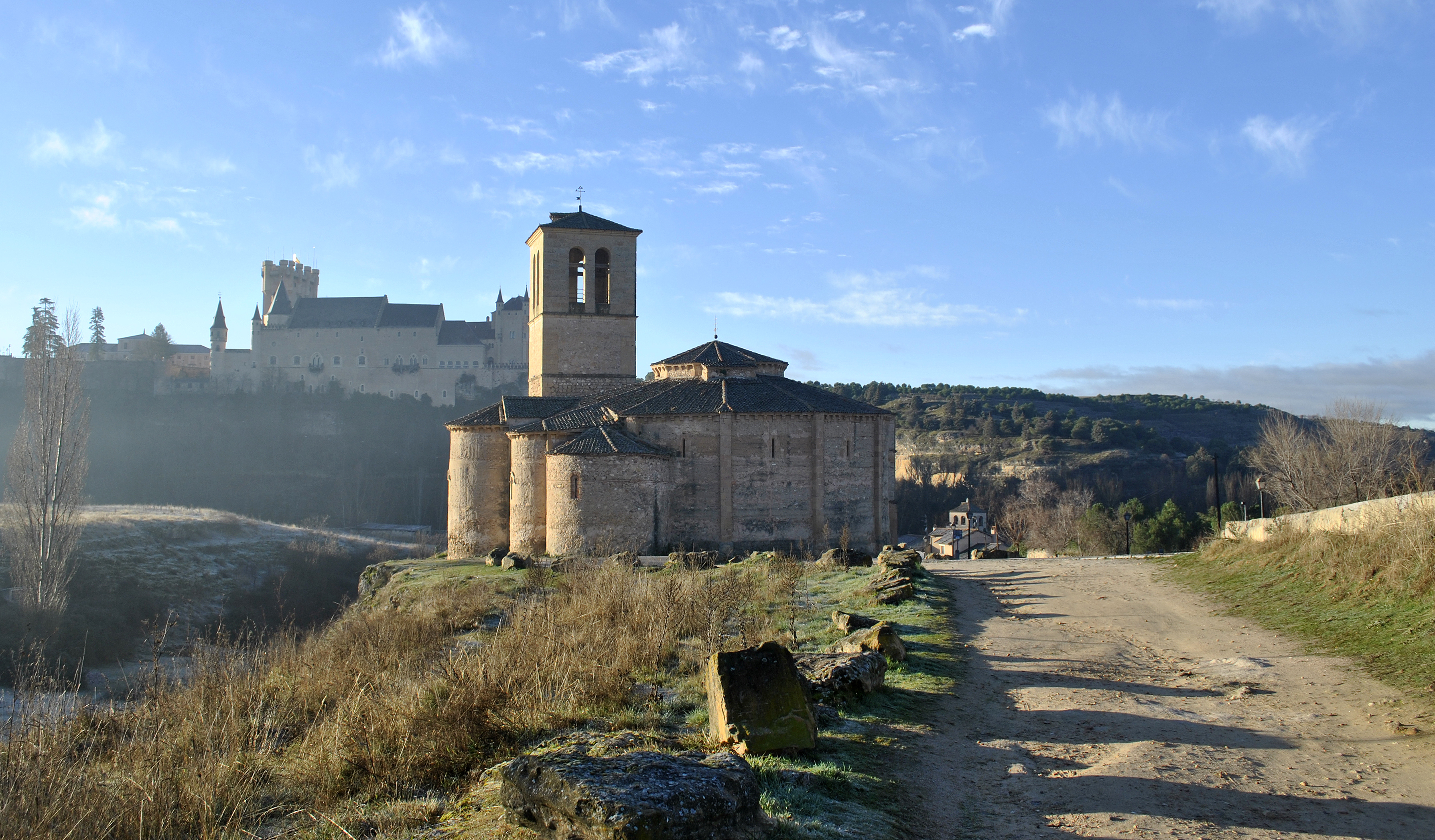
L'église de la Vera Cruz vue depuis le nord

## Architecture

Plan de l'église.

Le temple est réalisé en style roman, déjà en transition avec le gothique, avec une nef dodécagonale, qui entoure un édicule à deux hauteurs, auquel se sont ajoutées trois absides, une sacristie semi-circulaire et une tour carrée.

Ce type de constructions, qui a comme antécédents les baptistères romains des premiers temps du christianisme, a été très utilisé par des différents Ordres Croisés. On estime qu'ont été pris en exemple le Dôme du Rocher et la Basilique du Saint Sépulcre de Jérusalem.

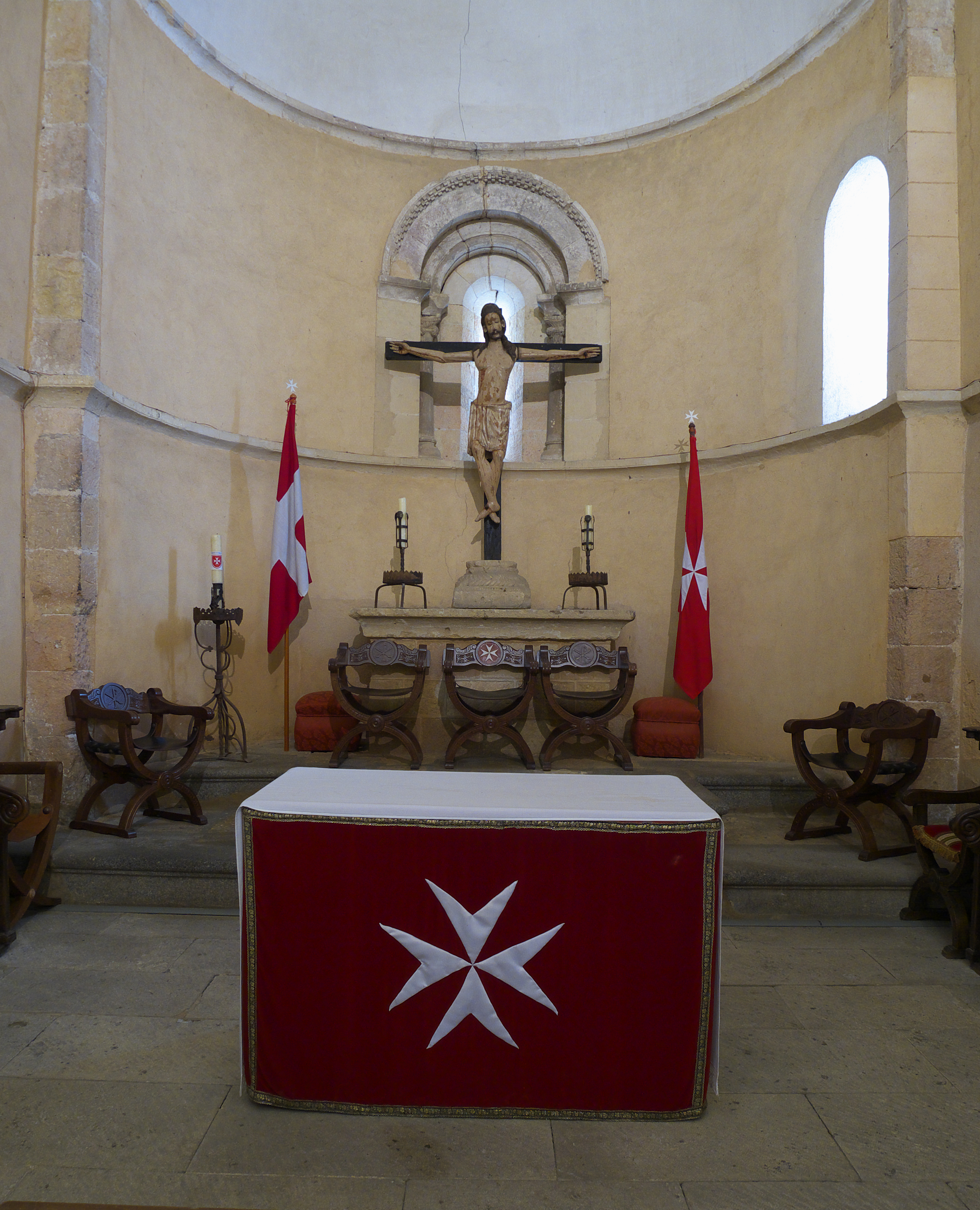
Abside centrale
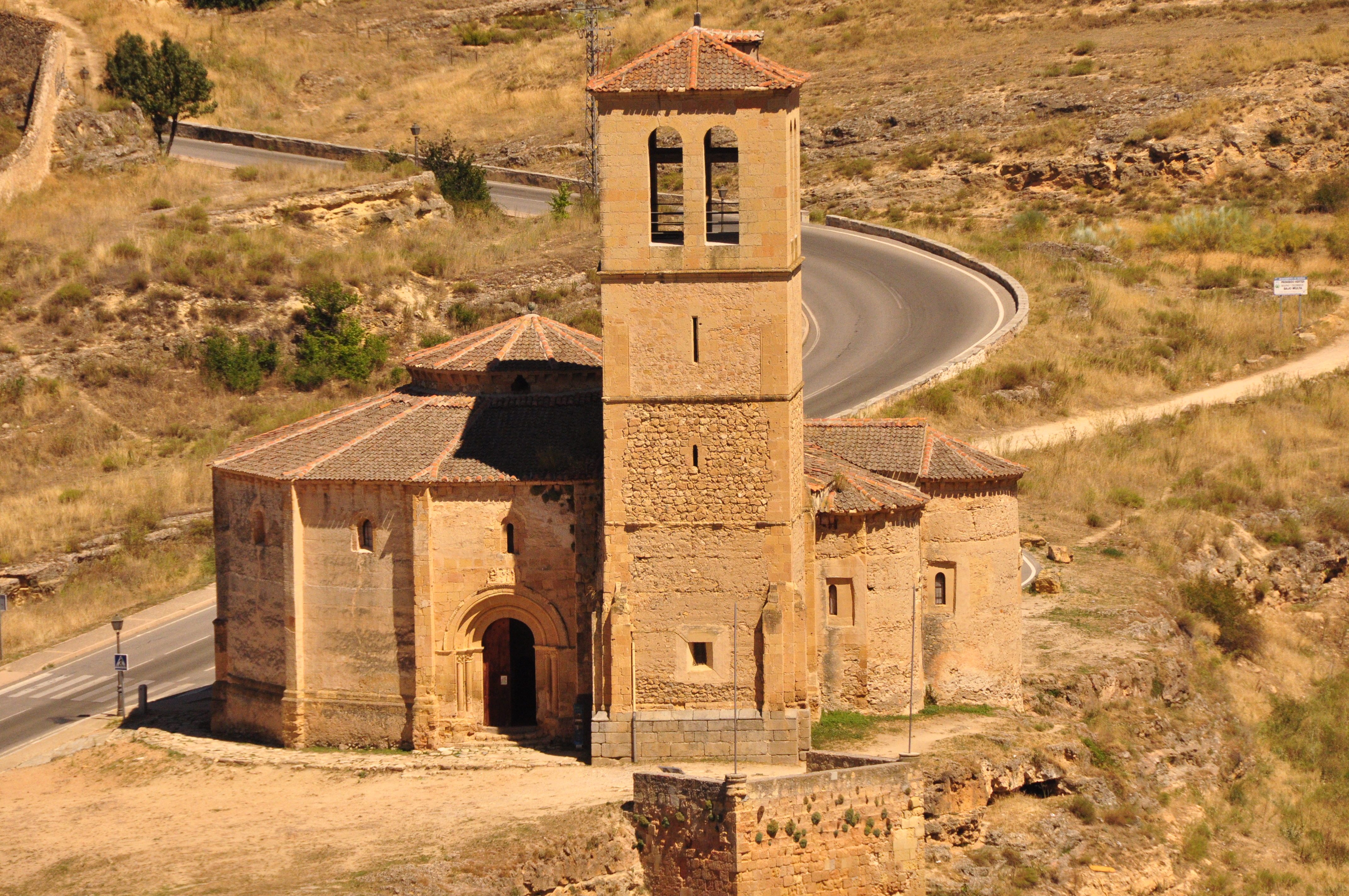
Vue extérieure
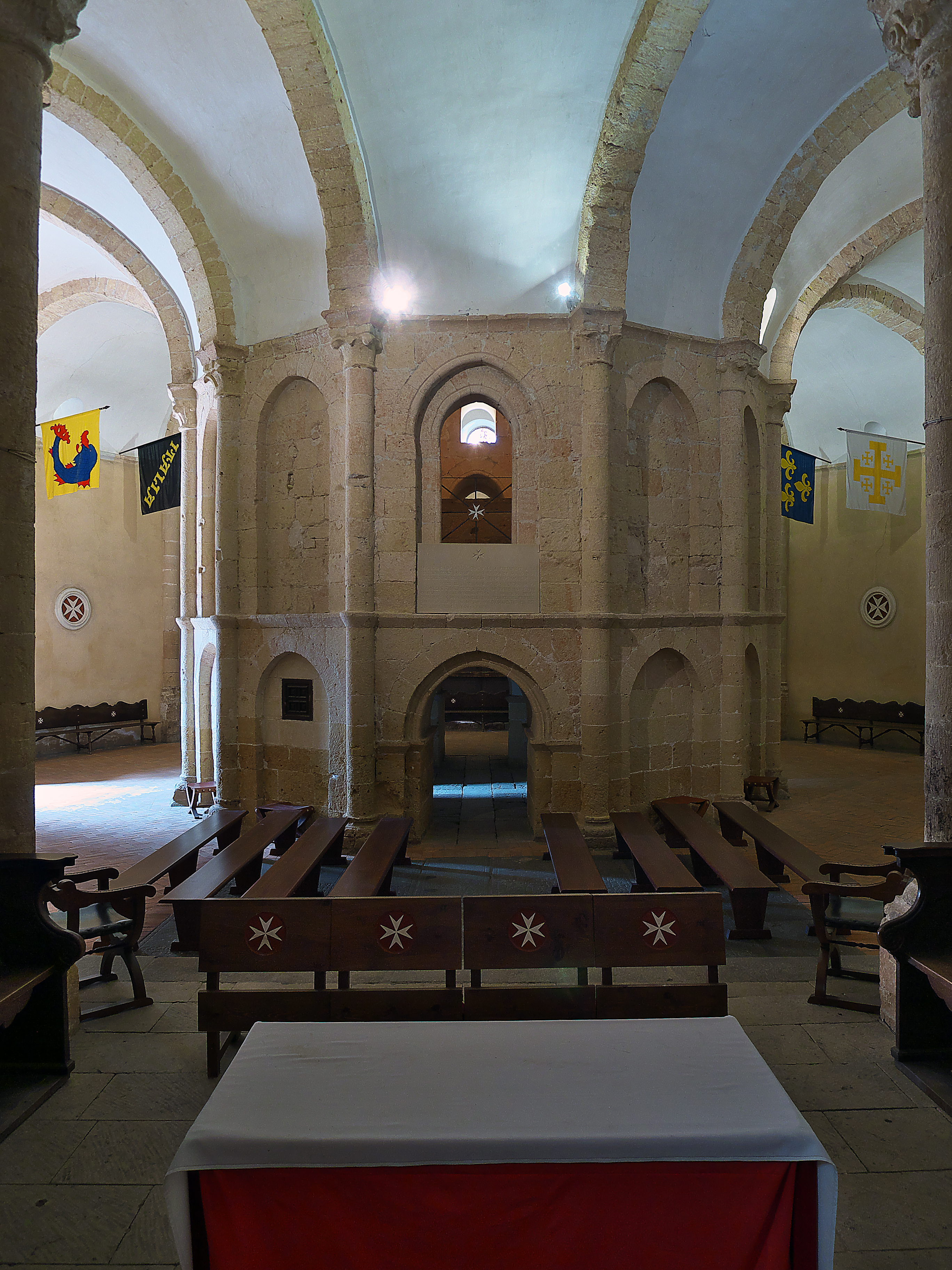
Edicule
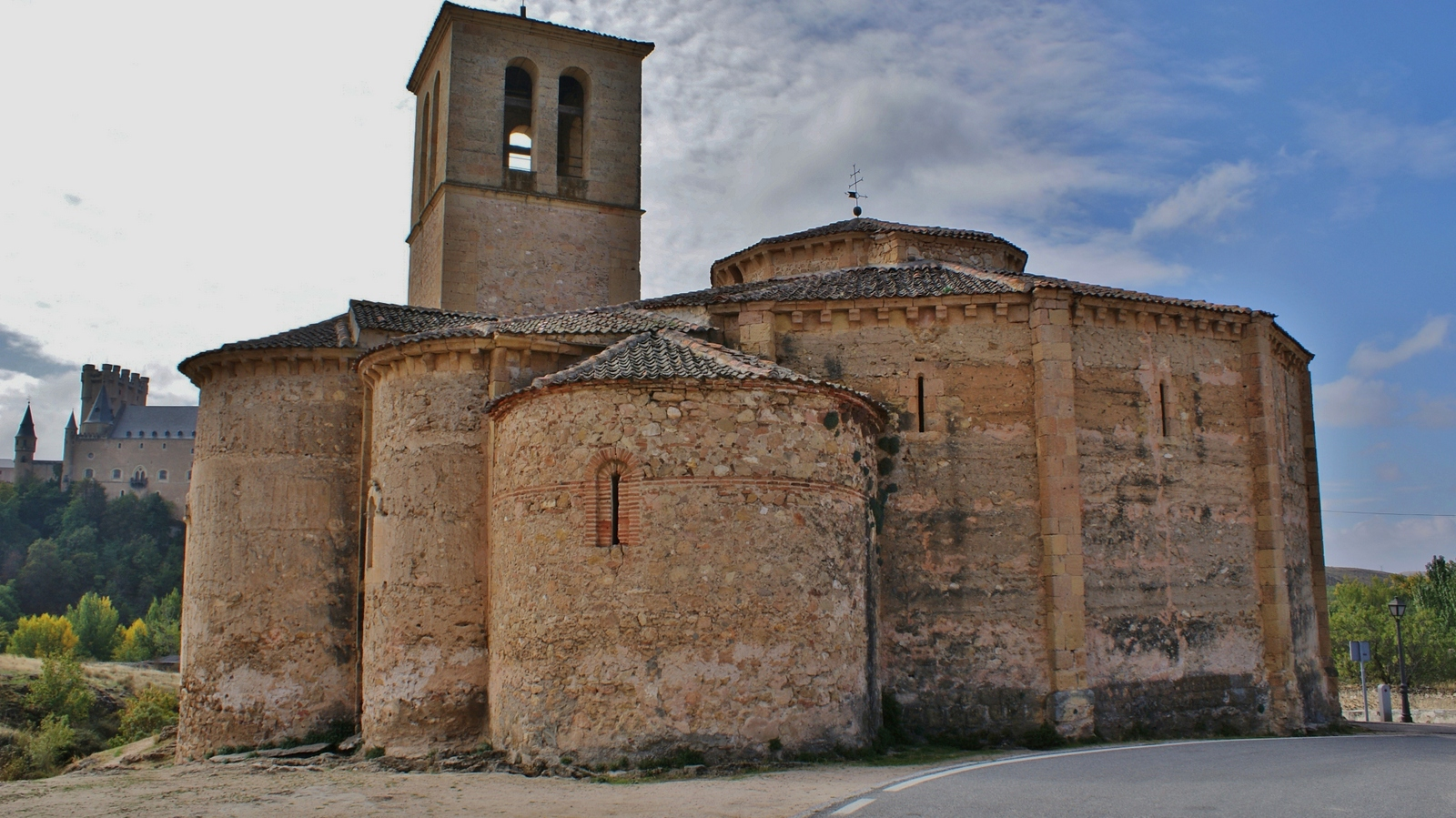
Absides extérieures
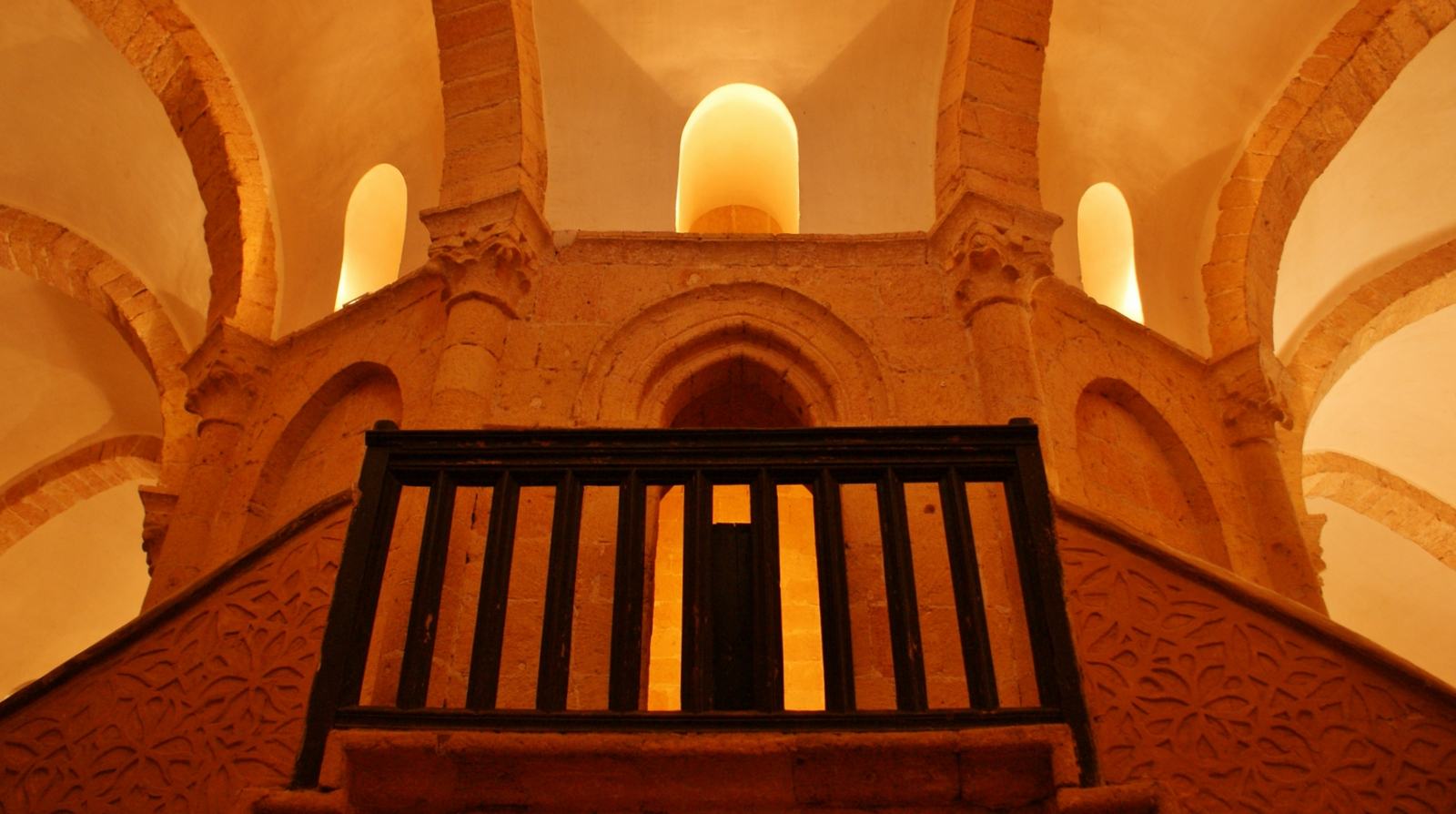
Partie supérieure de l'édicule central

### Éléments architectoniques
Portes
Il y a deux portes d'accès au temple.
Tour

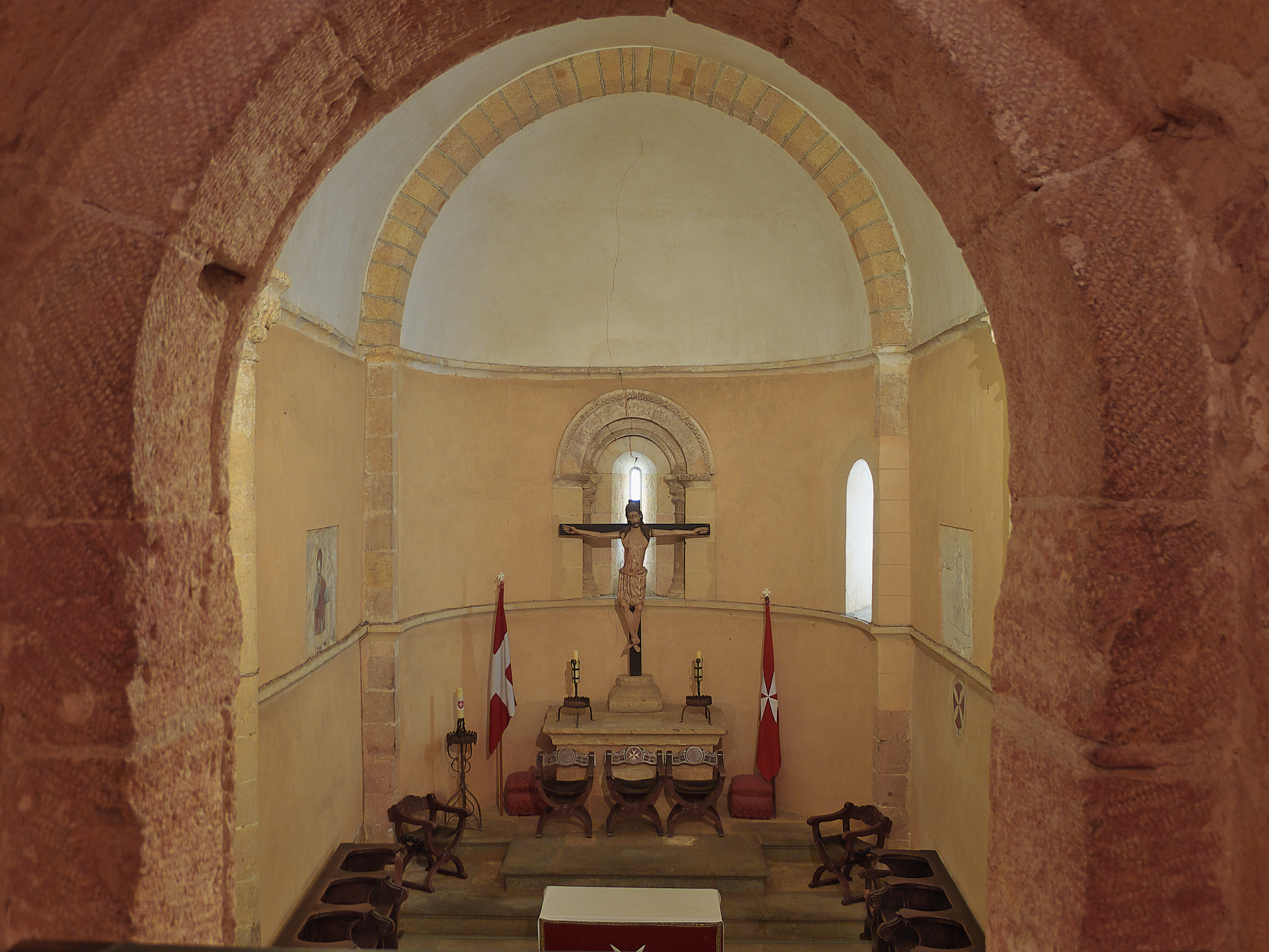
L'autel majeur de l'église.

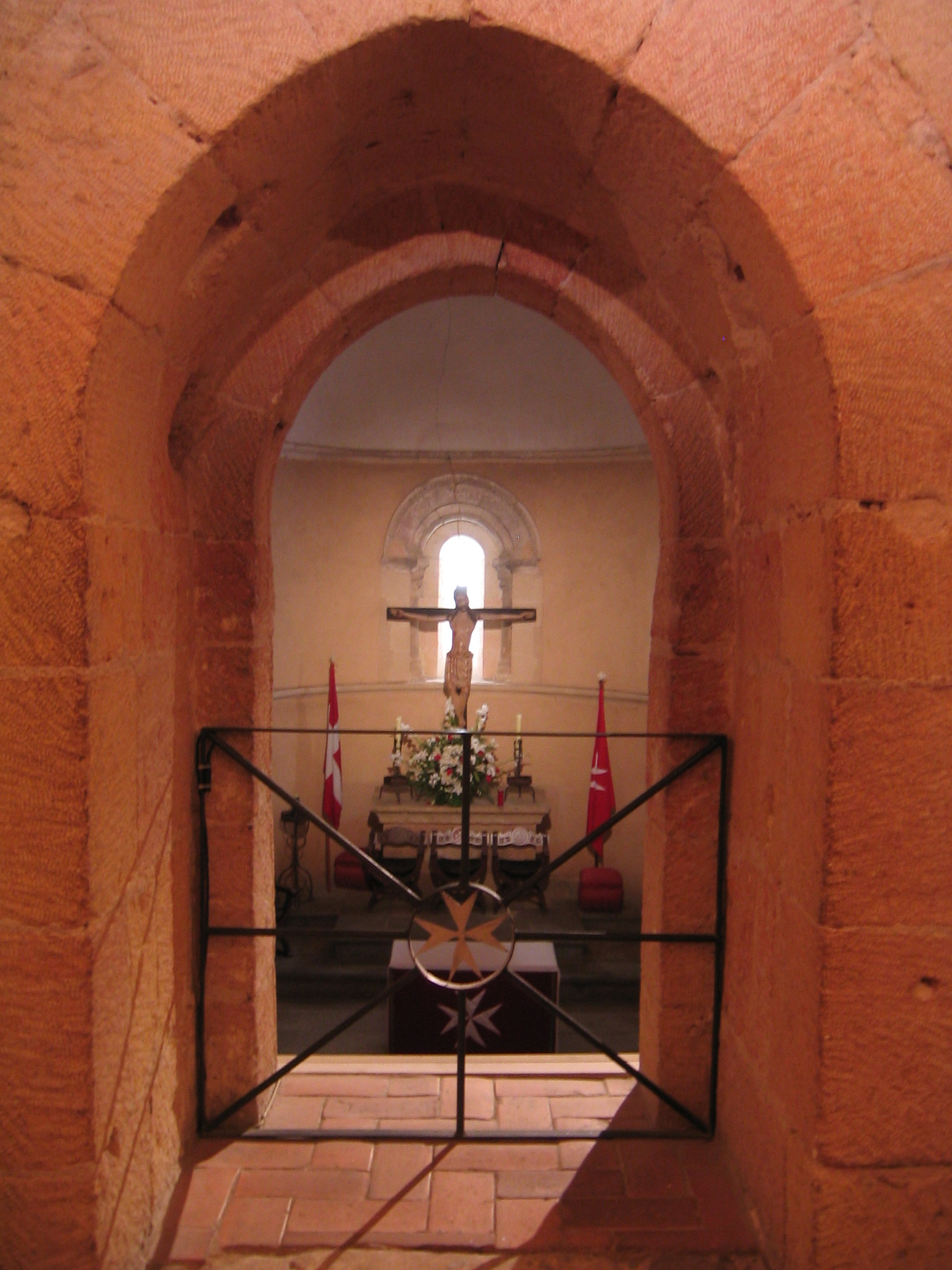
Vue de l'autel.

La tour est de plan carré avec toit abritant les cloches.
Chapelle de Lignum Crucis
Située en bas de la tour, elle abrite une relique vénérée de la Croix.
Retable de la Résurrection
Situé sur un des murs de la nef, il ornait autrefois l'abside centrale. Il date de 1516, de l'école castillane avec des scènes de la vie du Christ.
Edicule
L'édicule est un petit temple situé au centre de l'église. Le niveau supérieur est couronné par un dôme califal et au centre se place un autel avec décor mudéjar. La partie inférieure possède une tour en croix.
Drapeaux de l'ordre de Saint-Jean de Jérusalem

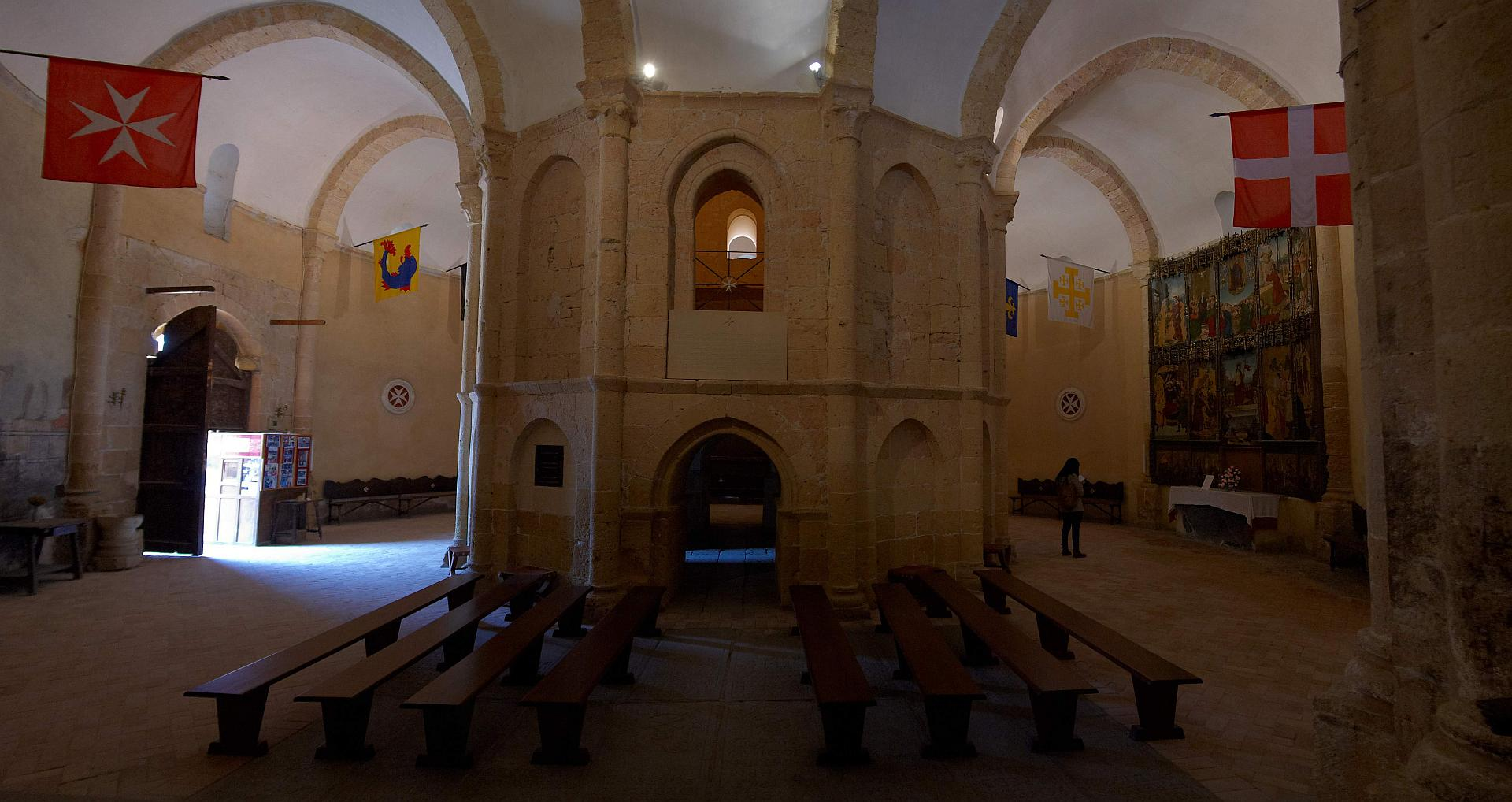
Intérieur de la Vera Cruz avec l'édicule central et les drapeaux de l'ordre de Saint-Jean de Jérusalem.

Tout au long de la nef se trouvent les drapeaux de l'ordre de Saint-Jean de Jérusalem.

## Célébrations
Les chevaliers de l'ordre souverain de Malte célèbrent dans cette église leurs actes religieux. Ils soulignent les actes du Vendredi Saint et du Lignum Crucis, pendant lequel les chevaliers défilent avec des habits noirs.